# 高山ラーメン

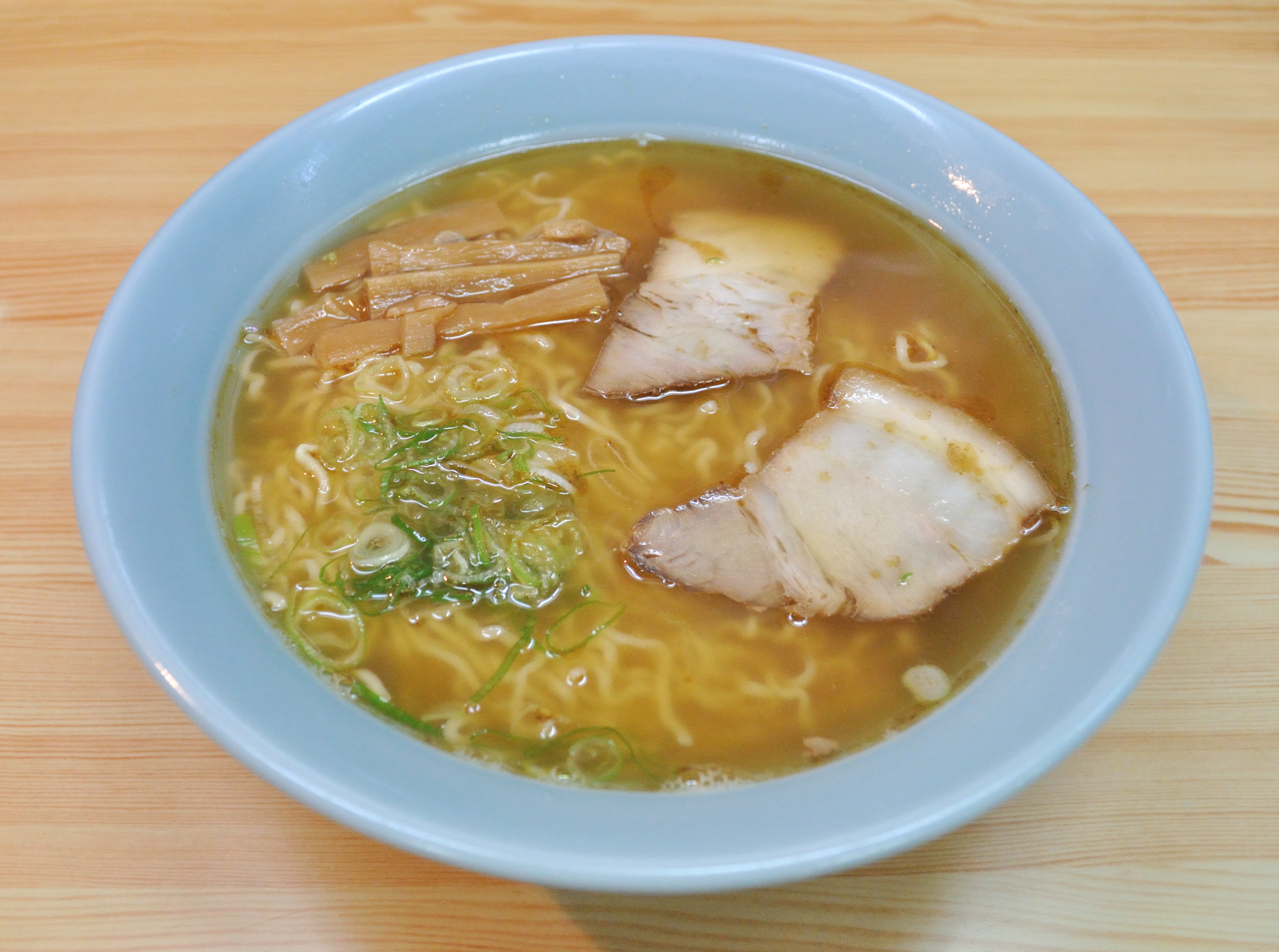
高山ラーメン

高山ラーメン（たかやまラーメン）は、主に岐阜県高山市で食べられているラーメンの一種。飛騨ラーメン（ひだラーメン）、飛騨高山ラーメンと呼ばれることもある。

## ラーメンの特徴
スープは鶏ガラベースのあっさり醤油、麺は極細ちぢれ麺。
通常のラーメンはスープ（出汁）とタレ（かえし）を別々に作ることが多いが、高山ラーメンは、スープとタレを一緒に混ぜて煮込むのが特徴的である。
2015年時点で、高山市内にラーメン店は30店舗ほどであり、同じ「高山ラーメン」でも味や具材は各店舗で異なる。

## 呼び名について
高山のラーメンは昭和初期が始まりだと言われている。
地元では「中華そば」、あるいは単に「そば」と呼ばれ、いわゆる蕎麦の方が「日本そば」と呼ばれる事が多い。